# Cracklers de chocolate

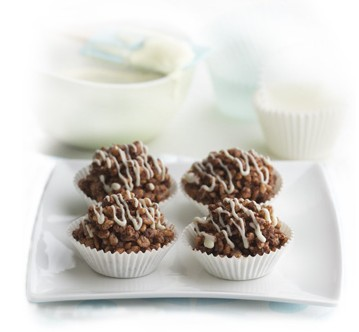
Crackles de chocolate.

Chocolate crackles (também conhecidos como "bolinhos de bolha de chocolate) são uma sobremesa infantil popular na Austrália e Nova Zelândia, especialmente para festas de aniversário e em festas escolares. A receita mais antiga alguma vez encontrada é da Women's Weekly australiana de Dezembro de1937.
O principal ingrediente são os cereais Rice Krispies. O agente ligante é óleo de coco hidrogenado, que é sólido à temperatura ambiente. Como não necessita de ser cozinhado é normalmente utilizada como uma atividade para as crianças.

## Receita
A receita é relativamente fácil precisando apenas de gordura vegetal, açúcar de confeiteiro, cacau em pó, coco seco e Rice Krispies. O óleo hidrogenado é derretido e combinado com os ingredientes secos, de seguida porções da mistura são colocados em formas de queques para arrefecer, normalmente no frigorífico.

Variações incluem adicionar passas, pepitas de chocolate, mini-marshmallows ou manteiga de amendoim.

## Notes
1. ↑  Edmonds cookery book, 57th ed.